# Tantra (yoga)
Tantra (Sanskriet: tan, uitbreiden; tra, instrument, bevrijding), tantrische yoga of tantra-yoga is een esoterische traditie gericht op geestelijke verruiming en bevrijding door middel van oefeningen. Tantra is geen eigen religie, maar een visie die gedeeld wordt in onder meer delen van het hindoeïsme, boeddhisme en jaïnisme. In de tantra ligt de nadruk op de ontwikkeling van menselijke sterkte, zowel door middel van meditatie alsook door de directe confrontatie met moeilijke omstandigheden voor het overwinnen van angsten en zwakheden. De boeddhistische traditie die sterk beïnvloed is door de Tantra-geschriften is met name het vajrayana, ook wel tantrisch boeddhisme. Het esoterische element maakt dat de technieken alleen met behulp van een goeroe geleerd kunnen worden.

## Tantra Yoga en tantra-yoga
Tantra Yoga met een grote Y is de dharma (filosofie) van de tantra. Tantra-yoga met een kleine y is de yogatechniek die onderdeel is van de praktische tantra-beoefening.

## Tantrapraktijken
Wegens de brede waaier aan praktijken in tantra, is het moeilijk om tantrische praktijken eenduidig te beschrijven. De basispraktijk kan iedere combinatie van de hieronder beschreven elementen omvatten.
Tantra heeft als specifiek ideaal om problemen en obstakels niet uit de weg te gaan, maar verantwoordelijkheid te nemen voor het eigen leven en daarom moeilijkheden en geconditioneerde emoties direct te confronteren en te overwinnen. De geestelijke groei ontstaat door al de eigenschappen en neigingen te transformeren.
Om dit doel te bereiken zijn allerlei meditatievormen en ideatie-methoden ontwikkeld. In tegenstelling tot bij de meeste religie is tantra een ervaringswetenschap: op de praktijk gebaseerd. De filosofie bestaat voor het overgrote deel uit beschrijvingen van de praktijken en kent weinig puur theoretische aspecten.
De zachte natuurlijke vorm is de onzelfzuchtige intimiteit tussen mensen. Bij oefeningen kan gebruik worden gemaakt van mantra's (speciale klanken), yantra's (speciale vormen) en ideaties op persoonlijke aspecten van het Kosmisch Bewustzijn om zo de microkosmos (individueel bewustzijn) op de macrokosmos (Kosmisch Bewustzijn) te helpen richten.
Er dient eigenlijk niet op een uiteindelijk doel gericht te worden, zoals bijvoorbeeld in het taoïstisch begrip wu wei. Theoretisch gaat het wel om het opgaan van (symbolisch) de fundamentele duisternis, negativiteit, vrouwelijkheid (Shakti) in het fundamentele licht, positiviteit, mannelijkheid (Shiva) in elkaar. Dat kan door de energie van de kundalini (de opgekrulde slang in het heiligbeen) via de ruggengraat naar boven te brengen. Daar kan de samensmelting van de mannelijke en vrouwelijke energie plaatsvinden. In de onzelfzuchtige intimiteit tussen man en vrouw, kan een hoger goddelijk bewustzijn ontstaan. Die eenwording van de microkosmos met de Macrokosmos kan plaatsvinden in de hoogste chakra boven het zevende chakra als het kruinchakra geopend is. Al naargelang de traditie worden deze praktijken omkleed met diverse ondersteunende praktijken (zoals uit de yoga) om lichaam en geest beter in balans te brengen en te houden. Zeer belangrijk in de meer op resultaat gerichte "harde" (niet-vanzelfsprekende-natuurlijke) vorm van tantra is de begeleiding binnen een religieuze traditie (zie kundalini-yoga). De plotselinge ongecontroleerde (bliksemachtige) ontlading via het sushumna-kanaal kan schade aanrichten, met het gekkenhuis tot gevolg. De oude devadasitraditie van de heilige tempeldans, die voortleeft in de eigentijdse Bharata Natyam, is ook een voorbeeld van een meditatievorm uit de tantra. De goddelijke liefde wordt uitgedrukt in Sringara en Bhakti.

### Concentratie op chakra's in het lichaam
Beoefenaars van tantra zien over het algemeen de individuele geest inclusief het lichaam als microkosmos. Volgens de tantra kent het lichaam een reeks van zeven subtiele-energiecentra (chakra is Sanskriet voor wiel of schijf), die de controlepunten zijn van de zeven fundamentele factoren (elementen) die een mens vormgeven. Door ethisch en zuiver te leven en/of speciale oefeningen kunnen die chakra's worden "gezuiverd" en kan het individuele bewustzijn (microkosmos) steeds subtieler worden en daarmee dichter naar de macrokosmos toegroeien om uiteindelijk zelfverwerkelijking of verlossing te bereiken. De hoogste chakra, de 'Shahasrara' chakra, is de zetel van het "Hoogste Bewustzijn" en bevindt zich boven het menselijke lichaam.

## Tantravormen
Er hebben zich vijf hoofdtakken binnen de tantra ontwikkeld (painca Tantra), elk met zijn eigen specialiteit. Dit zijn de:
1. shaeva tantra of shaevacara
2. shakta tantra of shaktacara
3. vaeshnava/vishnu tantra of vaeshnavacara
4. ganapatya/ganapati tantra of ganapaticara
5. surya tantra of saoracara

Deze vijf tantravormen ontstonden rond 1400 jaar geleden toen de puranische doctrine opkwam (die het boeddhisme in India zou terugdringen). Van de shaeva (shiva) tantra, de ganapatya tantra en de saora (surya) tantra zijn tegenwoordig nauwelijks nog geschriften bewaard gebleven. Geen van deze tantra-cultussen is ooit wijdverbreid geraakt.

### Shaeva-tantra
Samengevat houdt de Shivacultus in dat alle naar buiten gerichte levensexpressies naar de innerlijke wereld worden omgebogen om uiteindelijk te culmineren in Shivasamadhi of de eenwording met het Hoogste Wezen.
Omdat er nauwelijks meer competente meesters zijn overgebleven, zijn de originele kenmerken van de shaeva tantra verwaterd geraakt. Wel zijn er de afgeleide vormen, zoals de Siddhantacara, Vamacara en Kulacara, die zowel in de hindoe als in de boeddhistische tantrascholen worden beoefend. Ook is er nog de rajadhiraja yoga waarin de zuiverste vorm van de shaeva tantra verwerkt is.

### Shakta-tantra
Deze cultus legt de nadruk op het transformeren van het statische principe (tamasika shakti) naar het bewegelijke principe (Kalika Shakti) en dat vervolgens weer naar het zuivere principe (Bhaeravi Shakti) en dit ten slotte terugtrekken en samen doen gaan in de spirituele uitstraling (Kaoshiki Shakti of Mahasarasvati).

### Vaeshnava-tantra
Vishnoe is het allesdoordringende principe. Het wezenskenmerk van de Vishnucultus of Vaeshnavacara is om de allesdoordringende Vishnu te realiseren. Iemand die deze cultus op een devotionele wijze beoefent ziet in alles en iedereen in de wereld Vishnu in plaats van de beperkingen of eigenaardigheden van de diverse individuele uitdrukkingen.

### Ganapati-tantra
Tot aan de puranische periode bestond in India nog de verering van de groepsleider zoals in de ganapativada, vinayakavada of ganeshavada. Gedurende de Puranische periode werd deze verering omgevormd tot een echte cultus met de verering van de leider van het universum (het Kosmisch Bewustzijn). In de ganapati tantra probeert men dus de groepsleider of ganapati tevreden te stellen.

### Saora-tantra
Deze cultus is afkomstig van de brahmanen van Shakadviipa (tegenwoordige Oezbekistan, Griekse naam Sacdonië). Zij kwamen pas vrij laat naar India en waren astrologen en leraren in de Ayurveda. Saora betekent iemand die de zonne-god (Surya) vereert. Toen het een echte cultus werd, ging men de zonnegod zien als de Vader (voortbrenger) van het universum. Deze cultus kreeg nauwelijks aanhang in India.

## Tantrisch hindoeïsme
Een onderscheid met het vedische hindoeïsme voortkomend uit het brahmanisme is dat de diksha of initiatie open staat voor iedereen, ongeacht iemands afkomst of status en dat er binnen de tantra geen kasten bestaan. Omdat de tantra veel directere methodes kent dan de vedische benaderingswijze en zich buiten het kastenstelsel (met zijn brahmaanse priesterkaste) beweegt, neemt de tantra een wat aparte plaats in binnen het hindoeïsme.

## Tantra in het boeddhisme

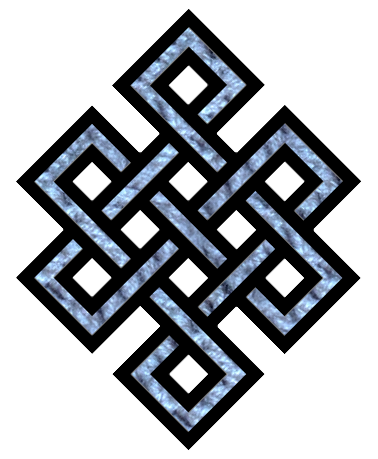
Srivatsa, symbool voor de Tibetaans boeddhistische tantrascholen

De Theravada-traditie bevat geen tantrische elementen. Het Theravada neemt over het algemeen een meer conservatieve houding aan ten aanzien van veranderingen in de inhoud van de originele leer van de Boeddha en de geschriften waarin deze bewaard zijn gebleven (de Pali-canon). Het Mahayana echter had een meer open attitude tegenover de introductie van nieuwe concepten en geschriften die de leer van de Boeddha zouden kunnen aanvullen of verdiepen.
Vanwege de praktische aard van het tantra is ze in de derde eeuw door Bengaalse boeddhisten in het Bengaalse Mahayana-boeddhisme geïntegreerd, waarna deze nieuwe vorm van het boeddhisme zich verder verspreidde over India en andere landen. In het boeddhisme is de tantra tegenwoordig onderdeel van het Vajrayana, dat vooral een belangrijke plaats inneemt in het Tibetaans boeddhisme, maar ook te vinden is in China (Chen-Yen) en Japan (Shingon). Het huidige Mahayana, dat in landen als Taiwan en Korea wordt beoefend bevat geen expliciet tantrische elementen. De Tantra is hier veel meer een levenvisie geworden. Zodoende bestaat er een tantristische keuken, manier van architectuur en stedenbouwkunde, opvoeding en didactiek, healing en begeleiding van mensen (Swedana), emotioneel lichaamswerk en (Sweda).

## Rechtshandige en linkshandige tantra
Waar de linkshandige tantra vindt dat het individu niet gebonden hoeft te zijn aan wat maatschappelijk aanvaardbaar wordt geacht, is dat bij de rechtshandige tantra wel het geval. De soms extreme uitingen van de linkshandige tantra verklaren het wantrouwen dat bestaat bij de vedische priesters en binnen de boeddhistische Theravada traditie ten aanzien van alles wat met tantra te maken heeft. In India staat de kleine minderheid van linkshandige tantra beoefenaars vrijwel geheel buiten de maatschappij.
In Europa en met name in Nederland is dankzij de seksuele ontremming sinds de jaren 1960 een bijzondere aandacht voor een van de deelaspecten van de linkshandige tantra ontstaan. In de rechtshandige tantra wordt juist de nadruk gelegd op de beheersing en de transformatie van de voor de spirituele ontwikkeling gevaarlijke seksuele energie.